# Persécution des musulmans
 (juin 2020).
 (juin 2020).
- Si vous ne connaissez pas le sujet, laissez ce bandeau (vous pouvez alors contacter les auteurs).
- Si vous supprimez le contenu mis en cause (vous pouvez préalablement contacter les auteurs),

argumentez précisément cette suppression dans la page de discussion
(un manque de référence n'est pas un argument ; une recherche réelle de référence doit avoir été effectuée, être formellement documentée).
La persécution des musulmans est la persécution religieuse infligée aux musulmans. Cet article répertorie les incidents survenus dans l’histoire jusqu'à nos jours dans lesquels les populations musulmanes ont été la cible de persécutions. 

## Époque médiévale

### Débuts de l'islam
Aux débuts de l'islam, à La Mecque, les premiers musulmans furent victimes d'abus et de persécutions de la part du clan mecquois des Quraychites.

### Croisades
Le 7 mai 1099, après plusieurs massacres de chrétiens en pèlerinage pour le tombeau du christ, les croisés ordonnés par le pape atteignent Jérusalem, qui avait été reprise aux Seldjoukides par les Fatimides d'Égypte un an seulement auparavant. Le 15 juillet, les croisés réussirent à mettre fin au siège en détruisant des sections de murs de la ville et à y pénétrer. Au cours de cette journée, les croisés tuèrent presque tous les habitants de Jérusalem. Musulmans et juifs. Bien que de nombreux musulmans aient cherché refuge au sommet du mont du Temple à l'intérieur de la mosquée al-Aqsa, les croisés épargnèrent peu de vies. Selon l'anonyme Gesta Francorum, dans ce que certains croient être l'une des sources contemporaines les plus précieuses de la première croisade . 

« Si je dis la vérité [sur ce qui s’y passa], elle dépassera ce qu’il vous est possible de croire. Qu’il me suffise donc de dire… que les hommes chevauchaient dans le sang, qui leur montait aux genoux et à la bride. »

Tancrède de Hauteville revendiqua le quartier du Temple pour lui-même et offrira une protection à certains musulmans, mais il ne put empêcher leur mort aux mains de ses compagnons croisés. Selon le chroniqueur Foulques de Chartres, « aucun d'eux ne fut laissé en vie ; ni les femmes ni les enfants n'ont été épargnés. »

## Époque moderne

### Anatolie
En représailles aux génocides arménien et grec, de nombreux musulmans (turcs et kurdes) furent tués par les Russes et les Arméniens dans les provinces orientales de l’Empire ottoman (notamment Bayburt, Bitlis, Erzincan, Erzurum, Kars et Muş),.
Le 14 mai 1919, l'armée grecque débarque à Izmir (Smyrne), ce qui marqua le début de la guerre gréco-turque (1919-1922). Pendant la guerre, l'armée grecque commis un certain nombre d'atrocités dans les provinces occidentales (comme Izmir, Manisa et Uşak), la population musulmane locale fut décimée, victime de massacres et de viols. Selon l'orientaliste suédois, Johannes Kolmodin, qui s'était rendu à Izmir, l'armée grecque avait incendié 250 villages turcs.

### Cambodge
Dans les années 1970, les Chams musulmans furent victimes de massacres avec près de la moitié de leur population exterminée par le régime communiste des Khmers rouges. Environ un demi-million de musulmans furent tués. Selon des sources chams, 132 mosquées furent détruites sous le régime des Khmers rouges. Seules 20 des 113 autorités religieuses chams les plus importantes du Cambodge survécurent à la période des Khmers rouges.

## Situation contemporaine

### Europe

#### Bosnie-Herzégovine
La majorité des persécutions signalées eurent lieu durant la guerre de Bosnie. Principalement, lors du massacre de Srebrenica de 1995 où plus de 8 000 hommes et adolescents bosniaques furent tués, ainsi que l'expulsion massive de 25 000 à 30 000 civils bosniaques perpétrées par des unités de l'armée de la république serbe de Bosnie sous le commandement du général Ratko Mladić.
Kofi Annan, qualifia ces actes de « pire massacre commis en Europe depuis la fin de la Seconde Guerre mondiale ».

#### Bulgarie
En 1989, 310 000 Turcs quittèrent la Bulgarie, en raison de la politique d'assimilation imposée par le régime communiste de Todor Zhivkov. Cette politique, qui commença en 1984, força tous les Turcs et les autres musulmans de Bulgarie à adopter des noms bulgares et à renoncer à leurs pratiques religieuses. Pendant les mesures qui imposèrent les changements de nom, les villes et villages turcs furent encerclés par des unités de l'armée. Les citoyens reçurent de nouvelles cartes d'identité avec des noms bulgares. La non-présentation d'une nouvelle carte d'identité signifiait le retrait du salaire, des versements de pension et des prélèvements bancaires. Les certificats de naissance ou de mariage n'étaient délivrés qu'en noms bulgares. Les costumes turcs traditionnels furent interdits; Les mosquées furent fermées, les maisons fouillées et tous les signes d'identité turque retirés.

#### France
Dans la semaine qui suivit la tuerie de Charlie Hebdo, 54 actes antimusulmans ont été signalés en France. Il s'agit notamment de 21 signalements concernant des mosquées visés par des tirs d'armes à feu et de grenades et de 33 cas de menaces et d'insultes,,,,,,. Trois grenades ont été lancées sur une mosquée du Mans, à l'ouest de Paris, et un impact de balle a été trouvé sur une de ses fenêtres. Une salle de prière musulmane à Port-la-Nouvelle a également été la cible de tirs. Il y a eu une explosion dans un restaurant affilié à une mosquée de Villefranche-sur-Saône. Aucune victime n'a été signalée,.

#### Allemagne
Le 1er juillet 2009, Marwa El-Sherbini est poignardée à mort en pleine salle d'audience à Dresde, en Allemagne. Elle venait de témoigner contre son agresseur qui avait tenu des propos injurieux à son encontre parce qu'elle portait un foulard islamique.